# Tennistoernooi van Sydney 2007
|                                        |  |                                    |
| Kim Clijsters, winnares bij de vrouwen |  | James Blake, winnaar bij de mannen |

Het tennistoernooi van Sydney van 2007 werd van 7 tot en met 14 januari 2007 gespeeld op de hardcourt-buitenbanen van het Olympic Park Tennis Centre in de Australische stad Sydney. De officiële naam van het toernooi was Medibank International. Het was de 115e editie van het toernooi.
Het toernooi bestond uit twee delen:
- WTA-toernooi van Sydney 2007, het toernooi voor de vrouwen
- ATP-toernooi van Sydney 2007, het toernooi voor de mannen

ATP-toernooi van Sydney – WTA-toernooi van Sydney

Toernooien sinds 1990:
1990 · 1991 · 1992 · 1993 · 1994 · 1995 · 1996 · 1997 · 1998 · 1999 · 2000 · 2001 · 2002 · 2003 · 2004 · 2005 · 2006 · 2007 · 2008 · 2009 · 2010 · 2011 · 2012 · 2013 · 2014 · 2015 · 2016 · 2017 · 2018 · 2019 · 2020 · 2021 · 2022